# Совершенная конкуренция

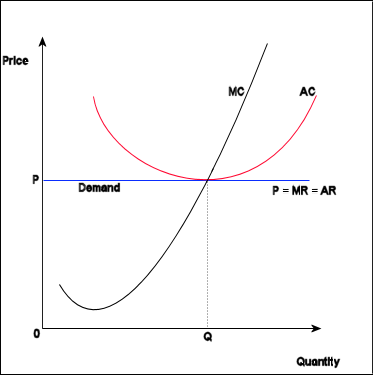
График модели

Соверше́нная, чи́стая, или свобо́дная конкуре́нция — свободный рынок, на котором экономические агенты (покупатели и продавцы) ведут себя конкурентно, то есть предполагают или считают, что рыночная цена является заданной и что их действия не могут на неё повлиять.
Чаще всего конкурентное поведение наблюдается на рынках с большим количеством покупателей и продавцов, каждый из которых покупает или продаёт небольшое количество товаров по сравнению с размером всей отрасли. Тем не менее наличие конкурентного поведения не обязательно связано с количеством агентов и их долями на рынке.
Значение совершенной конкуренции состоит в том, что конкурентное равновесие является социально оптимальным, то есть обеспечивает максимальное суммарное благосостояние покупателей и продавцов.

## Определение
Для существования совершенной конкуренции требуется конкурентное поведение экономических агентов — покупателей и продавцов, предполагающих или считающих, что рыночная цена является заданной и что их действия не могут на неё повлиять. Часто такое поведение связывают с совершенно конкурентной структурой рынка, которая соответствует следующим условиям.
1. Однородность продукции, которая означает, что все её единицы одинаковы в представлении покупателей и у них нет возможности распознать, кем именно произведена та или иная единица.
2. Малость и множественность означают, что объёмы спроса и предложения даже наиболее крупных покупателей и продавцов ничтожно малы относительно масштабов рынка.
3. Свобода входа на рынок и выхода с него.
4. Совершенная информированность (совершенное знание) обо всех параметрах рынка. Информация распространяется мгновенно и её получение ничего не стоит.

В наибольшей степени этим условиям соответствует биржевой рынок. Нарушение хотя бы одного из условий ведёт к тому, что структура рынка становится несовершенной. Несовершенство структуры не обязательно ведёт к неконкурентному поведению. Примером может служить модель дуополии Бертрана.
Нарушение этих условий может привести к доминирующему положению на рынке. Злоупотребление монопольным положением, как и другие формы недобросовестной конкуренции, может служить предметом разбирательства со стороны антимонопольного органа. В некоторых странах одним из широко используемых видов недобросовестной конкуренции является дача взяток в явном и неявном виде различным представителям государства в обмен на различного рода преференции, ограничивающие вход на рынок.

## Модель совершенной конкуренции
Спрос на продукцию отдельного продавца описывается функцией спроса.
{\displaystyle D(p)={\begin{cases}0,&p<c\\\lbrack 0,\infty ),&p=c\\\infty ,&p>c\end{cases}},}
где {\displaystyle p} — уровень цены на товар, {\displaystyle c} — предельные издержки.
Цена на весь продаваемый товар на конкурентном рынке одна и та же для всех покупателей и продавцов. Выполняется закон единой цены, который является следствием условия совершенной информированности.
Обратная функция рыночного спроса задана формулой {\displaystyle p(q)=a-bq}. Равновесие определяется из условия {\displaystyle p=c}. Равновесный объём равен:
{\displaystyle q={\frac {a-c}{b}},a>c}

## Свойства совершенной конкуренции
При совершенной конкуренции отдельные потребители и фирмы верят, что не могут влиять на цену в одиночку и принимают её как данность. В то же время коллективное поведение всех экономических агентов приводит к тому, что меняющаяся цена уравновешивает рыночный спрос и рыночное предложение. Невозможность влиять на цену в одиночку связано с тем, что объём предложения или спроса каждого агента мал по сравнению с общерыночным. Кроме того, товар однороден, легко заменяется, и потребители знают всё об уровне цен у разных фирм. В результате если фирма повышает цену, то она теряет покупателей, а если понижает, то теряет прибыль. Поэтому у фирм нет экономических стимулов устанавливать индивидуальную цену, отличающуюся от рыночной.
В краткосрочной перспективе фирмы могут получать экономическую прибыль, однако в долгосрочной перспективе она равна нулю. Нулевая прибыль возникает из-за того, что фирмы могут свободно входить на любой рынок и выходить с него. Свободный вход и выход возможен из-за отсутствия барьеров, а также благодаря свободной мобильности факторов производства. При росте рыночной цены, сигнализирующей об увеличении прибыли, фирмы входят на рынок, увеличивают предложение. Увеличение предложения приводит к понижению цены, и соответствующему уменьшению прибыли. Вход фирм происходит до тех пор, пока прибыль не станет нулевой.
Совершенная конкуренция обеспечивает максимум общественного благосостояния, понимаемого как сумму всех излишков потребителей и всех прибылей продавцов.
{\displaystyle W=CS(p)+\sum _{i=1}^{n}\pi _{i}(p),}
где {\displaystyle p} — рыночная цена, {\displaystyle CS(p)} — излишек потребителей, {\displaystyle \pi _{i}(p)} — прибыль фирмы {\displaystyle i}.

## Значение совершенной конкуренции
Совершенная конкуренция служит отправной точкой при оценке результатов работы любой другой рыночной структуры, а также при оценке политики государства. При совершенной конкуренции фирмы не могут влиять на индивидуальные и рыночные цены, то есть не обладают рыночной властью. Это значит, что равновесие на совершенно конкурентных рынках устанавливается исключительно под действием рыночных сил. Кроме того, на совершенно конкурентном рынке отсутствуют потери мёртвого груза (чистые издержки), а значит суммарное благосостояние экономических агентов достигает максимума. Совершенно конкурентное рыночное равновесие является эффективным по Парето и его нельзя улучшить вмешательством государства.
При несовершенной конкуренции фирмы обладают различной степенью рыночной власти, и это приводит к чистым потерям и снижению общественного благосостояния. В некоторых случаях государству удаётся внести коррективы в рыночный механизм и улучшить его работу. Поэтому при проведении структурных реформ государство часто предпринимает следующие меры:
1. Борется с монополизмом и принимает антимонопольное законодательство.
2. Борется с недобросовестной конкуренцией.
3. Устраняет барьеры входа на рынок: упрощает регистрацию новых фирм, упрощает процедуры лицензирования получения разрешений на строительство и т. п.

При этом обычно совершенно конкурентный оптимум остаётся недостижимым, так как государство сталкивается с теми же непреодолимыми ограничениями, что и экономические агенты. Например:
1. Факторы не являются абсолютно мобильными, так как работники обладают определённой профессией и квалификацией и часто требуется переподготовка.
2. Физический капитал из одной отрасли не может быть напрямую использован в другой. При этом продажа капитала может быть сопряжена с дополнительными издержками.
3. Товар принципиально неоднороден, и поэтому цены на него могут отличаться у разных фирм (монополистическая конкуренция).
4. Переключение потребителей с покупки одного товара на другой может быть сопряжено с издержками поиска информации — отсутствует легко доступная полная информация о ценах и потребительских свойствах. При наличии информации получение более дешёвого товара может быть сопряжено с транспортными и иными издержками.